# Alfred Stiffel
Alfred Stiffel (geboren 1869 in Liegnitz, Provinz Schlesien; gestorben 1955) war ein deutscher Maler und Porträtfotograf.

## Leben
Alfred Stiffel studierte ab 1889 Malerei an der Königlichen Akademie der Bildenden Künste München bei Karl Raupp in der Naturklasse.
Später arbeitete Stiffel als Fotograf in München und schuf Porträts von Opern-, Theater- und Filmschauspielern.

## Werke
- Alfred Stiffel: Porträtfotos, bei bavarikon
- Alfred Stiffel: Wernigerode Am Vorwerk, Besitzer Harzmuseum Wernigerode, bei museum-digital